# Paralastor hilaris
Paralastor hilaris är en stekelart som beskrevs av Perkins 1914. Paralastor hilaris ingår i släktet Paralastor och familjen Eumenidae. Inga underarter finns listade i Catalogue of Life.